# 老山头泡
老山头泡是一个位于中国吉林省镇赉县的湖泊，面积约为5平方千米，平均水深约为1.5米。